# Quercus havardii
Quercus havardii és una espècie de roure caducifoli, de creixement baix, arbustiu, que ocupa pel voltant de 2 a 3 milions d'hectàrees al sud de les Grans planes d'Amèrica del Nord. Els clons poden arribar a centenars de milers d'anys d'antiguitat, encara que les tiges solen viure sobre el sòl només 11 o 15 anys. Els troncs d'aquest tipus de roure són generalment 1-2 m d'alçada i codominant la comunitat vegetal de gramínies mitjanes i altes, que solen ser més altes que els roures.

## Descripció
És un arbust de menys de 2 m, o ocasionalment un petit arbre. Q. havardii forma grans matolls clonals mitjançant l'extensió de rizomes, on es troba generalment pel terra sorrenc. Els rizomes poden variar de 3-15 cm de diàmetre i es concentren en 60 cm superiors del sòl, encara que també s'ha informat d'una penetració de 9 m. Les arrels laterals i rizomes llenyosos s'han generalitzat a prop de la superfície del sòl. El 90% o més de la biomassa aquest tipus de roure està sota terra, i és comú l'arrel d'empelt fortuïta. Aquestes tiges subterrànies normalment s'estenen per formar les plantes de 3 i 15 m de diàmetre o més. S'ha informat de clons individuals que cobreixen fins a 81 hectàrees i poden arribar a edats de més de 13.000 anys. L'escorça de les tiges més grans són de color gris i escamoses.
Les branques són de color marró o grisenc, 1-2,5 mm de diàmetre, glabres o densament cobertes de pèls curts de color grisenc o groguenc, que es perden amb l'edat. Els brots són de color vermellós marronós fosc, una mica esfèric, d'uns 2 mm de llarg, pubescent i baixa densitat.
Les fulles són coriàcies, molt variables de gris a verd oliva, té una superfície superior brillant, i són blanquinoses i densament velloses per sota. Les fulles són alternatives, senzilles, variable en la forma (rectangular, oval o el·líptica), amb marges superficialment ondulats o lobulades. La longitud és de 2 a 8 cm i l'amplada de 2 a 4 cm.
Aquest tipus de roure és monoic amb flors de tots dos sexes estan separats a la mateixa planta. Els aments mascles estan densament florits, 1,5-3,8 cm de llarg, i penjat cap avall. Els aments femelles són 3-7 mm de llarg, contenen d'1 a 5 flors, i en general, els brots joves són axil·lars. Aquests roures són pol·linitzats pel vent, i la floració es produeix a la primavera. Les glans es desenvolupen en 1 any, i maduren a la tardor. Les glans surten soles o en grups de 2 o 3, i són 12-25 mm de llarg per 14-18 mm d'ample. Una tassa escamosa cobreix aproximadament 1/3 a 1/2 de la nou. De mitjana, els cultius de gla es produeixen en 3 de cada 10 anys.

## Distribució
L'Àrea de distribució nativa de Quercus havardii és a l'oest d'Oklahoma, a l'oest de Texas, a l'est de Nou Mèxic, i dues poblacions aïllades al sud-oest de Kansas. Una varietat també creix al nord-est d'Arizona i el sud-est de Utah. Planes arenoses, dunes de sorra i turons de sorra de les Grans planes del sud són l'hàbitat típic.

## Gestió
La majoria de Quercus havardii creixen en terres de propietat privada dedicada a l'agricultura i/o ramaderia. Es considera indesitjable en les terres de pasturatge, ja que competeix amb el millor farratge per al bestiar i els seus brots i les fulles són tòxiques per al bestiar durant diverses setmanes a la primavera. A més, quan el cotó es cultiva a prop d'aquest tipus de roure, els corcs del cotó passen l'hivern en la fullaraca del roure i infesten els camps de cotó pels voltants de la primavera. Així, el màxim esforç d'investigació i altres activitats humanes sobre Quercus havardii s'han dedicat a la seva erradicació.
L'ús de mètodes químics i mecànics de control ha estat àmplia, de manera que és probable que la distribució de Quercus havardii està disminuint. La majoria de les autoritats no en recomana l'erradicació completa d'aquest tipus de roure, el que indica que la producció de farratge és típicament més gran si algun Quercus havardii roman en la comunitat. Les densitats de sembra i patrons rotacional que existeixen redueixen la incidència d'enverinament de bestiar a causa d'aquest tipus de roure. El control excessiu de Quercus havardii és polèmic, ja que pot obrir els sòls sorrencs a l'erosió del vent i poden entrar en conflicte amb la qualitat de l'hàbitat de la vida silvestre.
Els brots dels rizomes de Quercus havardii són prolífics, poc després d'un incendi. Els investigadors van descriure les comunitats com "extremadament resistent al foc".

## Usos
Aquest tipus de roure creix en un ambient hostil, funciona com un estabilitzador de dunes, la protecció dels sòls sorrencs de l'erosió del vent.
També proporciona cobertura diversa espècies de vida silvestre i els aliments. Els pècaris de collar, els galls de les praderies petits, els colins de Virgínia, i moltes altres espècies de vida silvestre mengen glans de Quercus havardii. Els cérvols de Virgínia, els antílops americans, i el gènere de ratolins Neotoma són assidus en aquest tipus de roure. Els hàbitats de Quercus havardii són utilitzats per les llebres californianes, pels conills del desert, conills de Florida, galls dindis salvatges, Terrapene ornata (un tipus de tortuga), una diversitat d'artròpodes, aproximadament 25 espècies de serps i aproximadament 10 espècies de lacertilis (un tipus de rèptil), incloent-hi el llangardaix de dunes en perill (Sceloporus arenicolus).
Moltes espècies de caça es basen també en aquest tipus de roure. La guatlla escamosa i les guatlles del nord utilitzen àmpliament els hàbitats de Quercus havardii, i els hàbitats d'aquest tipus de roure són considerats com "la casa principal per al cérvol de Virgínia a les Grans planes del sud".
Quercus havardii proporciona un hàbitat per a la vida silvestre rica en comparació amb els voltants de les praderies de pastures d'herbes curtes. El manteniment de la vida silvestre i la millora de la vegetació per al pasturatge de bestiar sovint estan en conflicte, i s'ha de fer amb cura abans de realitzar el control de Quercus havardii.

## Taxonomia
Quercus havardii va ser descrita per Per Axel Rydberg i publicat a Bulletin of the New York Botanical Garden 2(6): 213, pl. 29, f. 2, a l'any 1901.
Etimologia
Quercus: nom genèric del llatí que designava igualment al roure i a l'alzina.
havardii: epítet atorgat en honor del cirurgià de l'Exèrcit dels EUA i botànic Valery Havard, que va contribuir molt al coneixement de les plantes del sud-oest.

## Varietat i hibridació
Les poblacions del Quercus havardii a Utah i Arizona es consideren una varietat de Quercus havardii var. tuckeri per algun taxònom. Tanmateix, la introgressió del Quercus havardii amb el Quercus gambelii) i potser el Quercus turbinella, fa difícil la identificació taxonòmica d'aquestes poblacions.
Quercus havardii s'hibrida amb Quercus mohriana i amb Quercus stellata. Els híbrids de Quercus stellata x Quercus havardii és probable que siguin el resultat de la sèrie històrica després de roure, que s'estenia més cap a l'oest que actualment. Els híbrids de Quercus mohriana x Quercus havardii estan restringits als hàbitats intermedis que ocupen les dues espècies. El Quercus mohriana habita en els sòls de pedra calcària, i el Quercus havardii es produeix en sòls sorrencs profunds.